# St. Dionys (Lehmke)

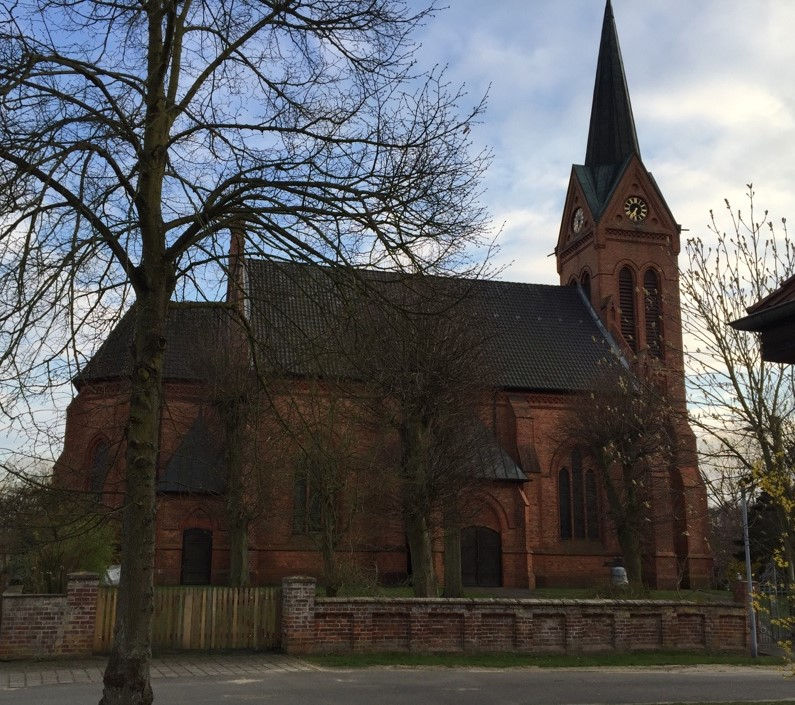
St. Dionys in Lehmke

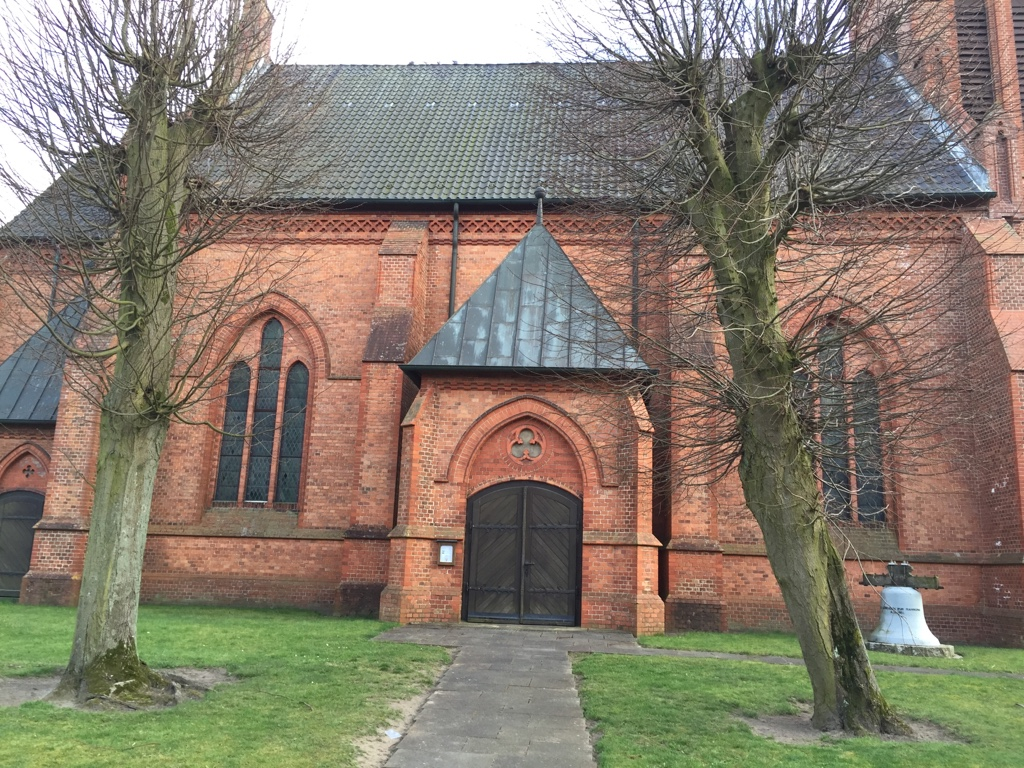
St. Dionys in Lehmke

Die St.-Dionys-Kirche in Lehmke gehört zur evangelisch-lutherischen Kirchengemeinde Lehmke-Wieren in Wrestedt im Kirchenkreis Uelzen der Evangelisch-lutherischen Landeskirche Hannovers.

## Geschichte

### Die erste Kirche
Wann es in Lehmke die erste Kirche gab, ist nicht mehr genau festzustellen. Allerdings wird vermutet, dass es mindestens seit 1350 eine Kirche gab, da 1378 in Ostedt, einem zum Kirchspiel Lehmke gehörenden Dorf, eine Kapelle eingeweiht wurde. Die alte Feldsteinkirche stand bis zum Ende des 19. Jahrhunderts und wurde dem Heiligen Dionysius, dem ersten Bischof von Athen geweiht. Sie war schlicht gebaut, sah etwa einem Bauernhaus ähnlich und hatte einen danebenstehenden, hölzernen Glockenturm.

### Abriss 1896
Die Kirche überdauerte selbst den Dreißigjährigen Krieg und blieb, als 1673 und 1772 fast das ganze Dorf niederbrannte, verschont. Jedoch ging der hölzerne Glockenturm 1772 als Opfer der Flammen zugrunde. 1896 wurde die Kirche aufgrund von Einsturzgefahr abgerissen.

### Neubau 1896 bis 1897
An ihrer Stelle wurde nach Plänen des Hildesheimer Architekten Werner Söchtig
eine neue Kirche gebaut, die ebenfalls den Namen des heiligen Dionys trägt, die St.-Dionys-Kirche. Sie wurde aus Backstein in neugotischem Stil gefertigt. Ihr 46 m hoher Turm ist von weither zu sehen. Der Neubau wurde am 18. Dezember 1897 eingeweiht.

### Ausstattung

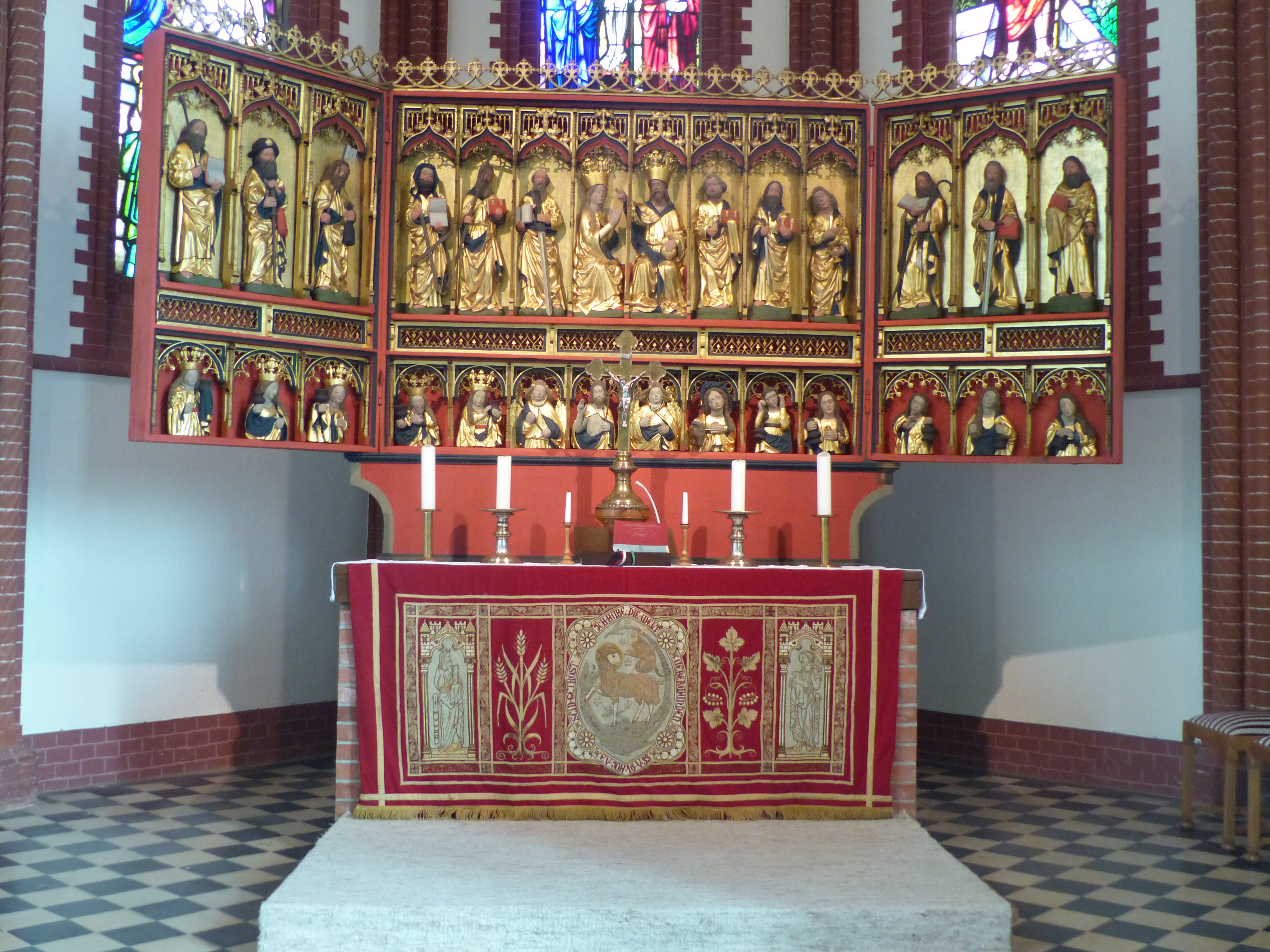
Altar

Der Altar ist ein wertvoller, spätgotischer Flügelaltar aus der Zeit um 1450. Er wurde von dem Lüneburger Holzschnitzer Cord Snitker gefertigt. 1967/68 wurde er sorgfältig restauriert. Der Altar besteht aus zwei Schreinreihen, auf denen Holzfiguren aufgestellt sind. Die obere Reihe stellt die Apostel dar, die Jesus und Maria umgeben. Von links nach rechts heißen diese:
- Judas Thaddäus: Sohn des Jakobus, laut Matth. Lebbäus, hält heilige Schrift und Keule
- Jakobus: Sohn des Zebedäus, Bruder des Johannes, Jesus nennt sie „Donnerskinder“, Pilgerkleide, Tasche, Stab, Muschel und Kopfbedeckung
- Jakobus-minor: Sohn des Alphäus mit dem Walkerbaum
- Andreas: Bruder des Simon Petrus, schräges Kreuz - Andreaskreuz
- Philippus: mit Kreuzstab
- Paulus: mit Schwert
- Petrus: Bruder des Andreas, mit Schrift und Schlüssel
- Simon: „Simon Kanan“, mit Säge
- Johannes: Bruder des Jakobus, jung, bartlos und mit einem Kelch
- Bartholomäus: mit Messer
- Matthaeus: mit Schwert
- Thomas: mit Winkelmaß, Patron der Bauleute

Auf der unteren Reihe sieht man von links nach rechts:
- die 5 klugen Frauen: mit freundlichen Gesichtern, Kronen und nach oben gerichtete Gefäßlampen
- Jesus zwischen zwei Engeln: Jesus mit Kreuzzeichen
- weibliche Gestalt mit einem Widderkopf in der Hand: soll Judentum zukommen
- die 5 törichten Frauen: raufen sich die Haare, traurige und schmerzerfüllte Gesichter, Lampen mit Öffnung nach unten

Die Rückseiten der Flügel sind heute rot angemalt.
Die drei großen Glasfenster im Altarraum stellen in kräftig leuchtenden Farben Geburt, Kreuzigung und Auferstehung Jesu dar. Sie wurden 1925 gestiftet.
Der Taufstein und die Kanzel stammen aus der Zeit des Neubaus (1898).

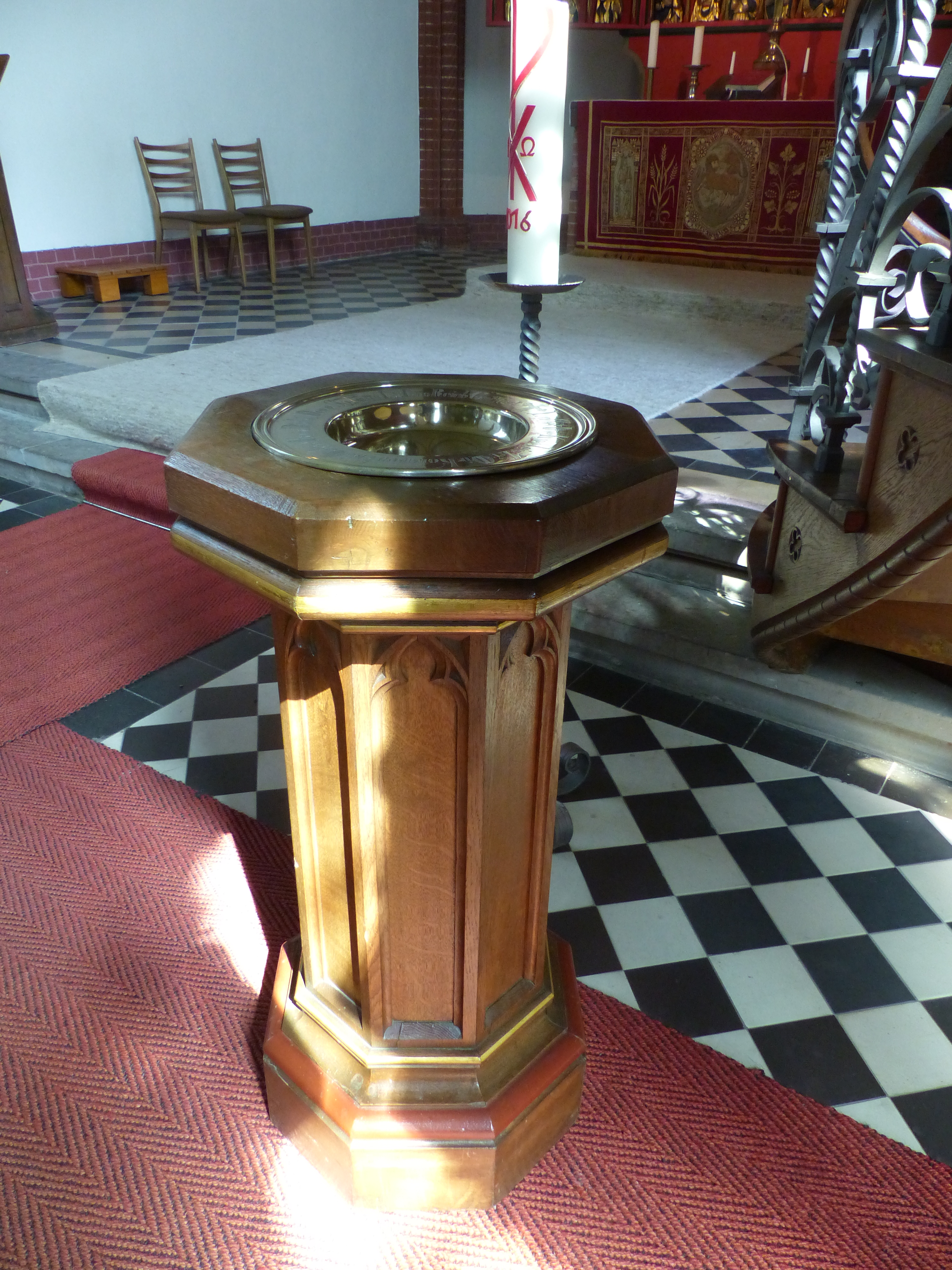
Taufstein
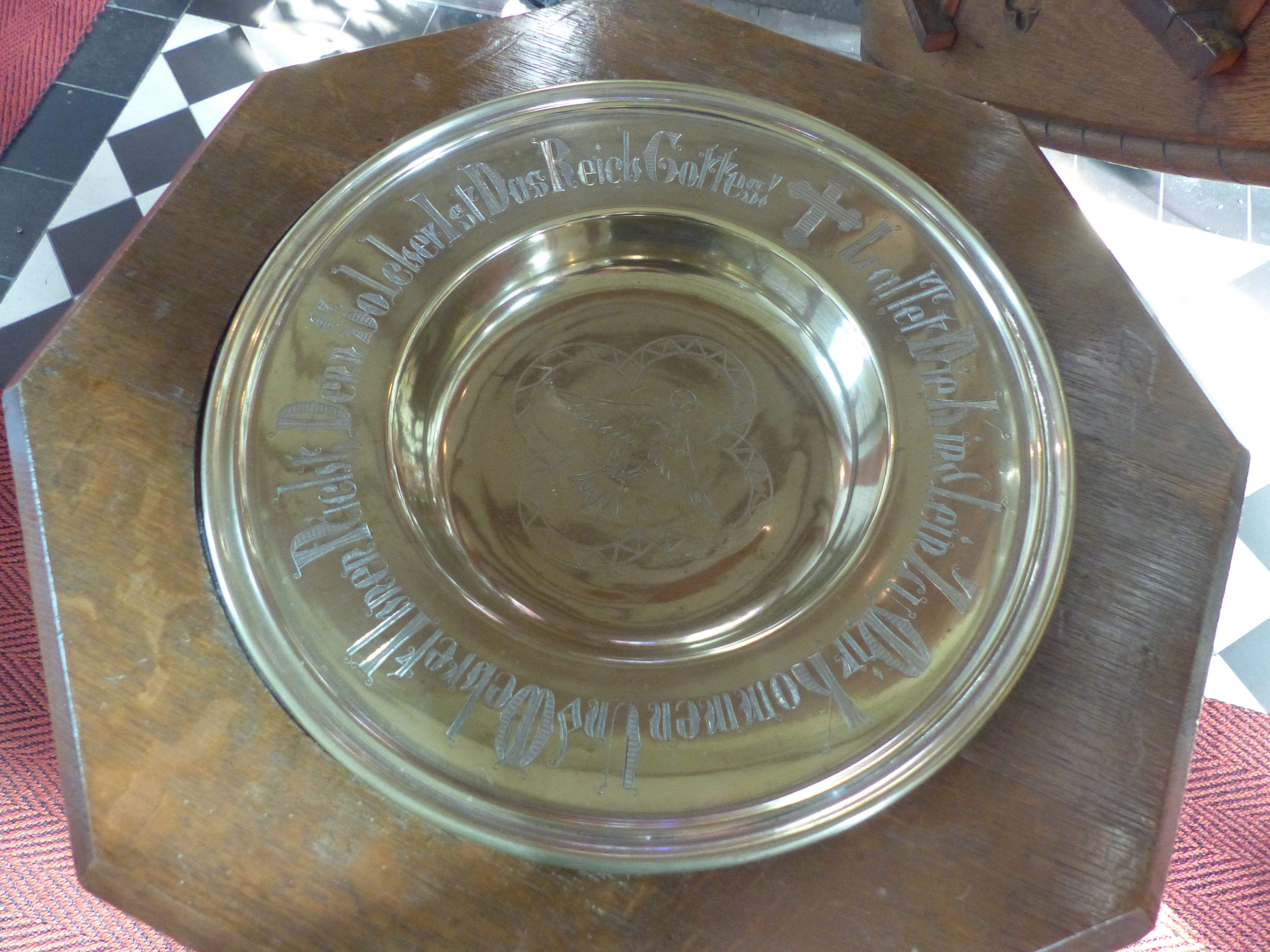
Taufbecken
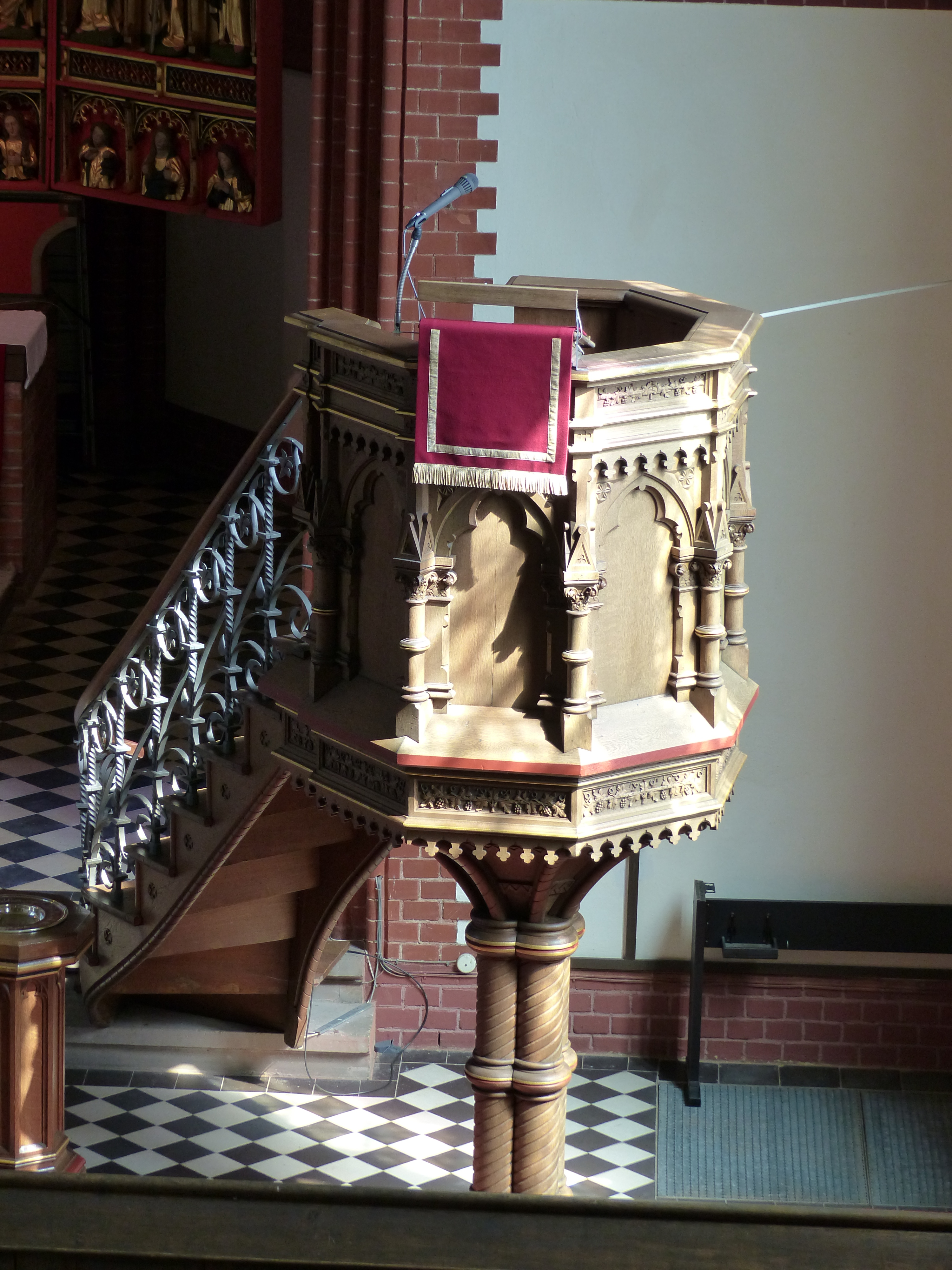
Kanzel

Die Orgel wurde 1897 von dem Orgelbaubetrieb P. Furtwängler & Hammer erbaut.

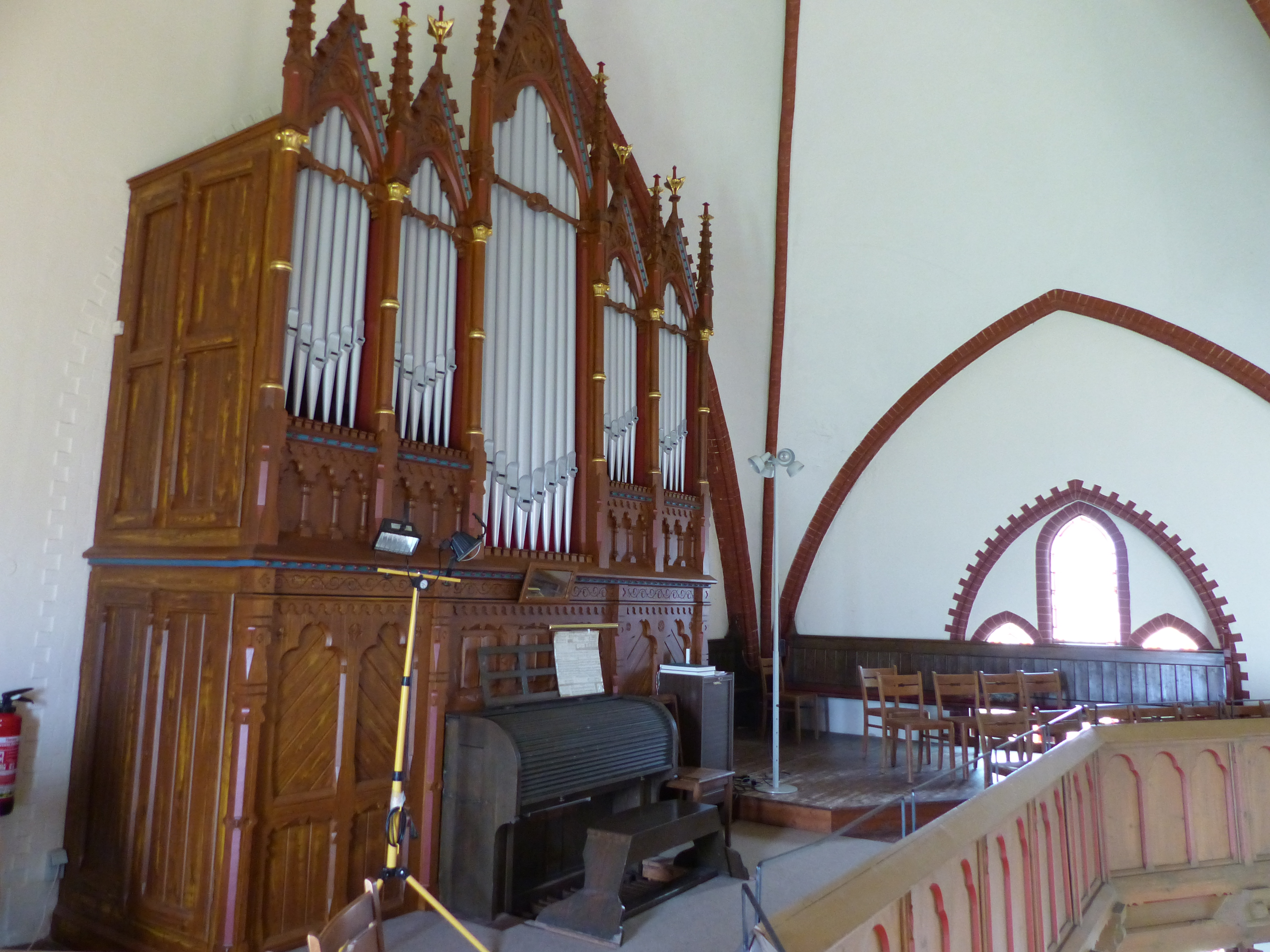
Orgel

Die Kirchturmuhr ist von 1897 und schlägt im Stunden- und Halbstundenschlag mit der großen Glocke. Die alte große Glocke steht draußen vor der Kirche. Die alte kleine Glocke steht auf dem Friedhof. Die beiden im Turm befindlichen Glocken wurden 2006 gegossen.

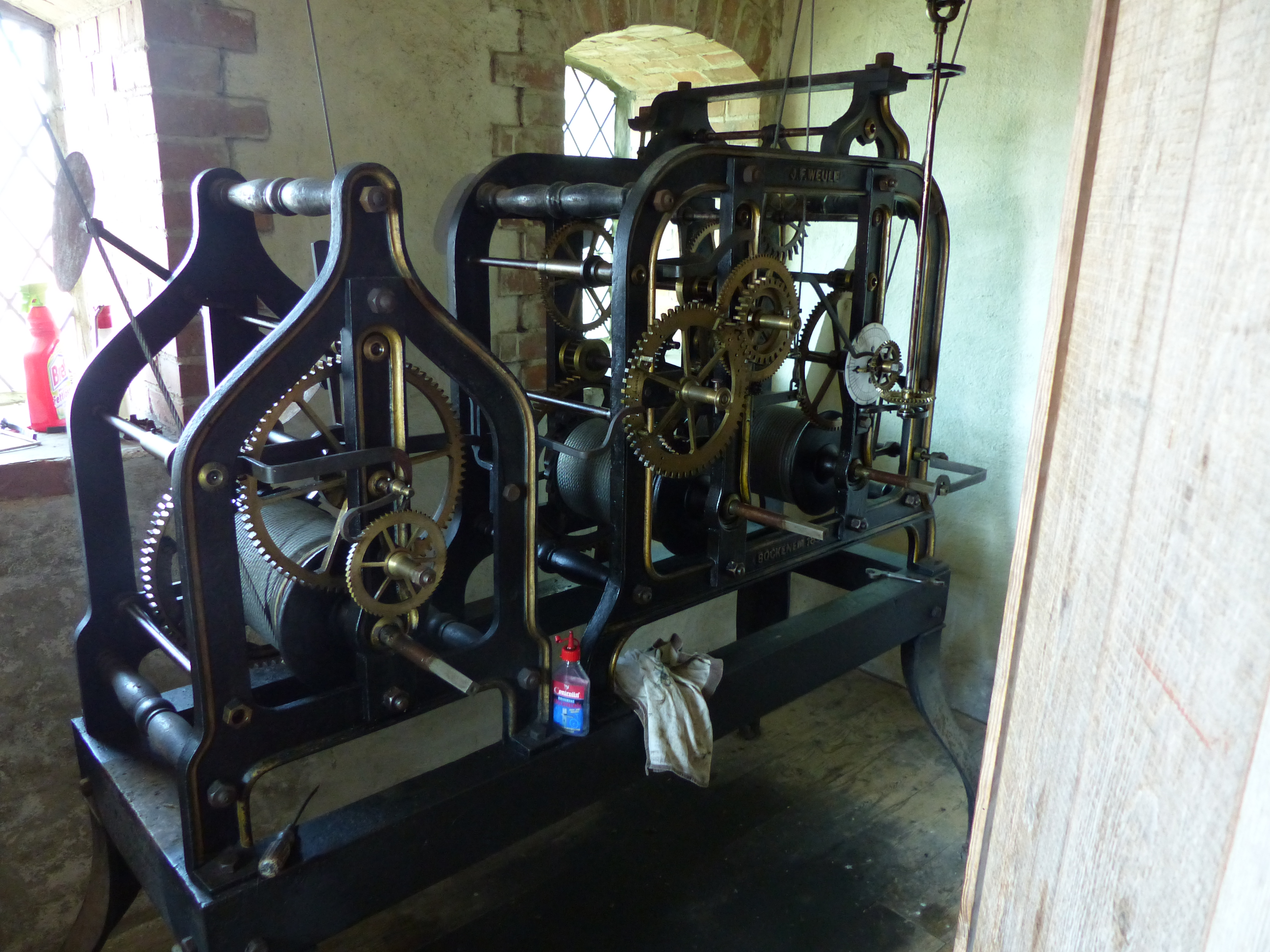
Uhrwerk
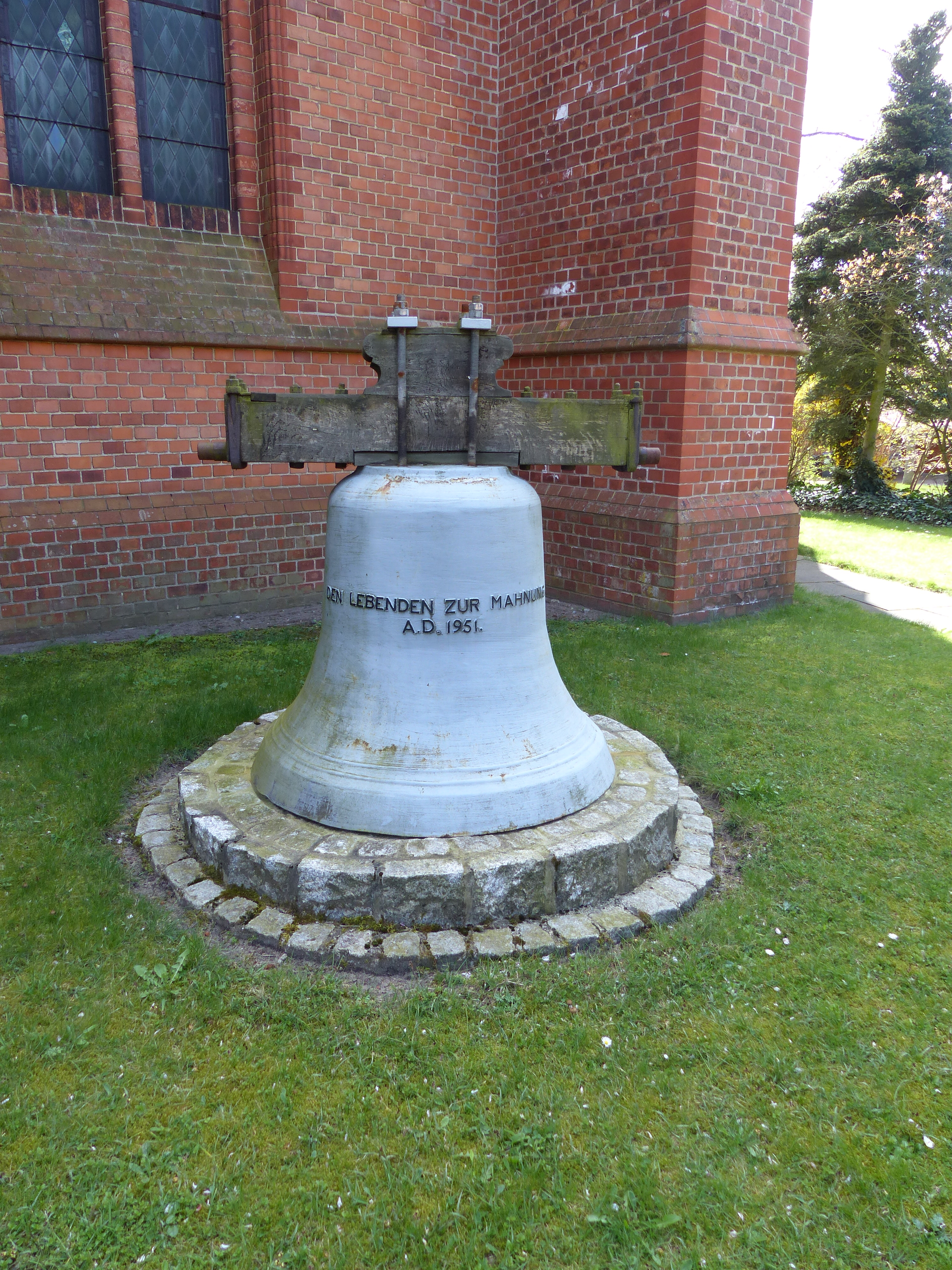
Alte Glocke
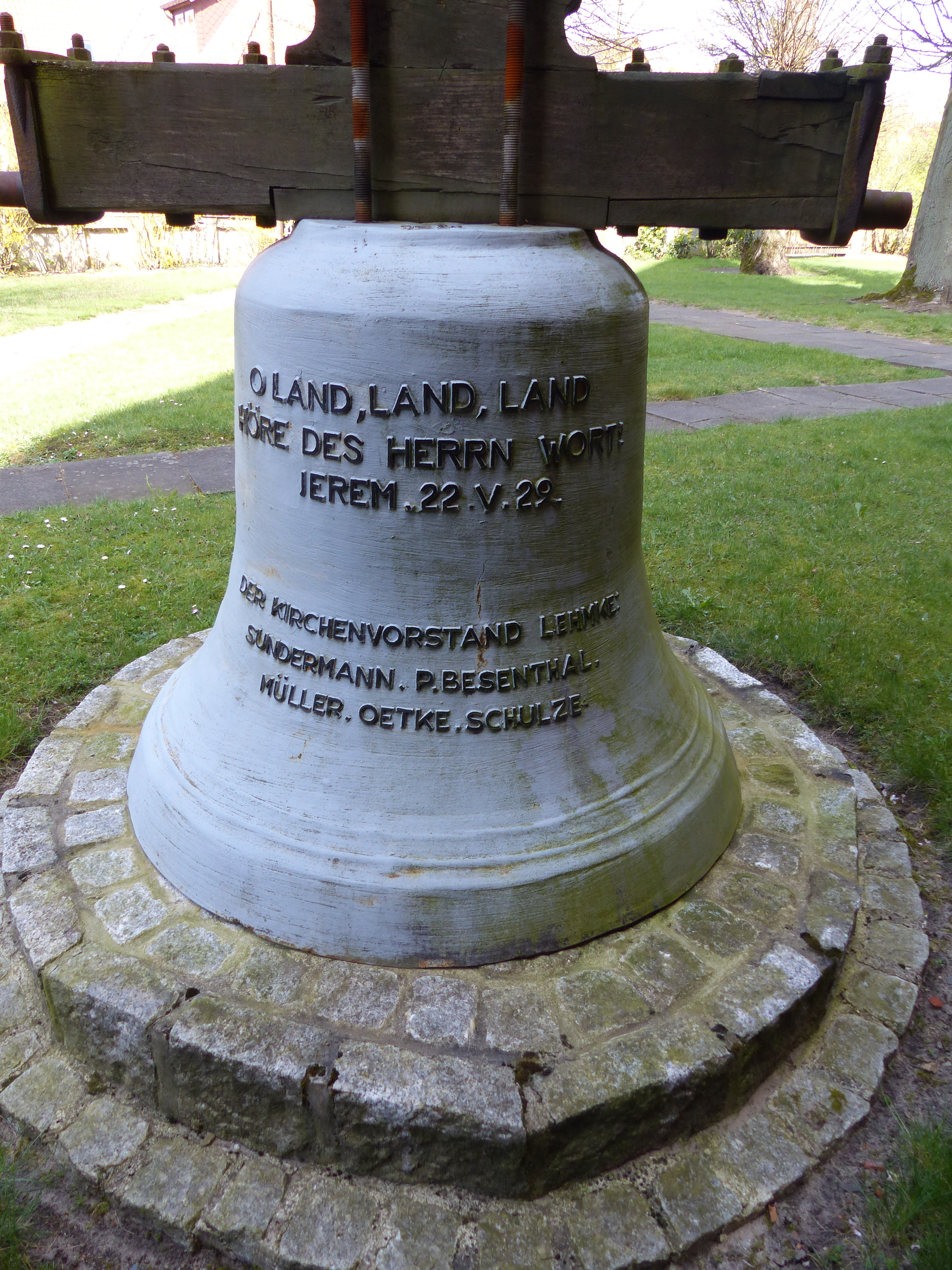
Alte Glocke

## Kirchenorganisation und kirchliche Ämter

### Kirchengemeinde
Die Evangelisch-lutherische St.-Dionys-Kirchengemeinde in Lehmke wurde zum 1. Oktober 2011 mit der Evangelisch-lutherischen Jacobus-Kirchengemeinde Wieren zur Kirchengemeinde Lehmke-Wieren in Wrestedt vereinigt. Sie gehört zur Region Süd-Ost des Kirchenkreises Uelzen.

### Pastoren/Diakone
| - vor 1498: Barthold Vischer - 1498–1550: Carstianus Radtke - 1550–1584: Christianus Radtke - 1587–1621: Andreas Curio - 1621–1666: Heinrich Wilhelmi - 1666–1707: Johann Franz Bertram - 1707–1754: Ernst Heinrich Bertram - 1754–1767: Gerhard Balthasar Falkenhagen - 1768–1772: Johann Carl Hardegen - 1772–1799: Konrad Emanuel Wittrock - 1799–1819: Johann Christian Julius Sparkuhle - 1820–1842: Friedrich August Hantelmann - 1842–1845: Karl Friedrich Konrad Reinecke - 1846–1876: Karl Johann Ferdinand Paul Heinrich Georg Redecker | - 1877–1890: Franz Friedrich Adolf Plathner - 1891–1924: Julius Christian Deppe - 1924–1964: Wilhelm Zacharias August Sundermann - 1964–1974: Ulrich Meyer - 1966–1970: Werner Klipp - 1970–1973: Hermann Bremer - 1974–1980: Horst Darge - 1982–1994: Walter Scheller - 1994–1996: Martin Stascheit - 1997–2000: Thomas Steinke - 2000–2010: Johannes Kernich - 2010–2014: Christian Schefe - 2016–2021: Dorothea Mecking - seit 2021: Christoph Siedersleben |